# Damigny (Calvados)
Damigny est une ancienne commune française[réf. nécessaire] du département du Calvados. Elle n'a connu qu'une brève existence : avant 1794, la commune est supprimée et rattachée à Saint-Germain-de-la-Lieure.
Aujourd'hui, Damigny fait partie du territoire de la commune de Saint-Martin-des-Entrées.

## Source
- Des villages de Cassini aux communes d'aujourd'hui, « Notice communale : Damigny », sur ehess.fr, École des hautes études en sciences sociales.